# Dent Volumes on the History of Music

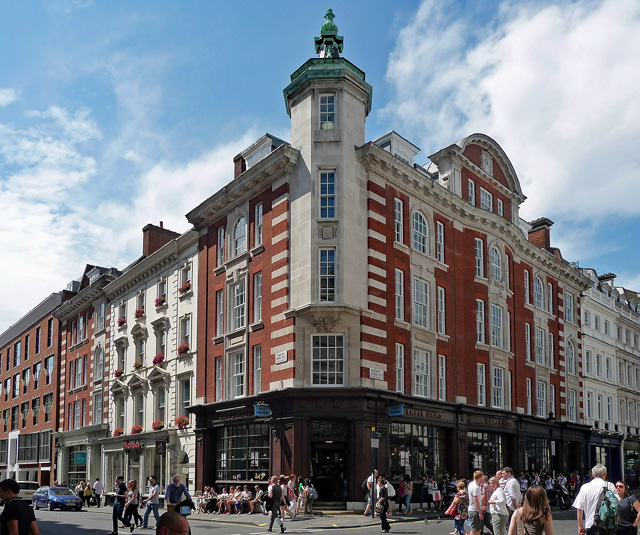
Aldine House, Bedford Street (Sitz des Verlages in London)

Die Dent Volumes on the History of Music (Dent-Bände zur Geschichte der Musik) sind eine musikwissenschaftliche Buchreihe überwiegend zu einzelnen Epochen der Musikgeschichte, die in London bei J. M. Dent & Sons (Aldine House, Bedford Street) erschien. Verschiedene international renommierte, teils aus Deutschland geflohene Musikwissenschaftler haben an ihr mitgewirkt, darunter Curt Sachs, Gustave Reese und Alfred Einstein. Einige steuerten mehrere Bände bei. Die Bände wurden auch in den Vereinigten Staaten von Amerika publiziert (in New York bei W. W. Norton & Company). Die Reihe enthält einige Standardwerke der westlichen Musikwissenschaft.

## Bände
Die folgende Übersicht erhebt keinen Anspruch auf Vollständigkeit:
- The Rise of Music in the Ancient World: East and West. Curt Sachs
- Music in the Middle Ages. Gustave Reese
- Music in the Renaissance. Gustave Reese
- Music in the Baroque Era. Manfred F. Bukofzer
- Music in the Romantic Era. Alfred Einstein
- Music in the Twentieth Century. William W. Austin
- Studies in Medieval and Renaissance Music. Manfred F. Bukofzer
- Introduction to Contemporary Music. Professor Joseph Machlis
- Music in Western civilization. Paul Henry Lang
- A History of Western Music. Donald J. Grout
- The History of Musical Instruments. Curt Sachs